# Рудник

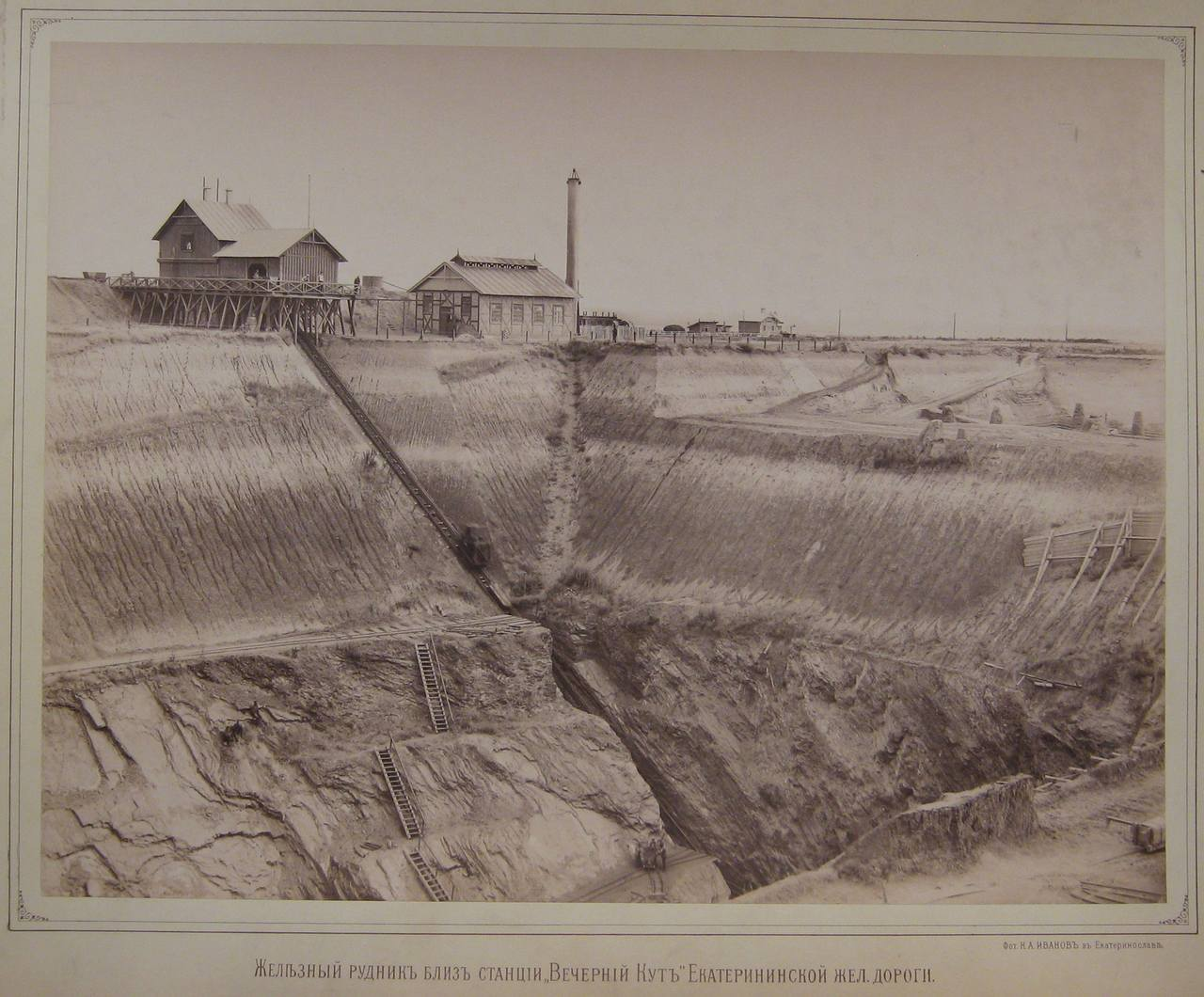
Добыча железной руды на железном руднике близ станции Вечерний Кут Екатерининской железной дороги. Конец XIX — начало XX века

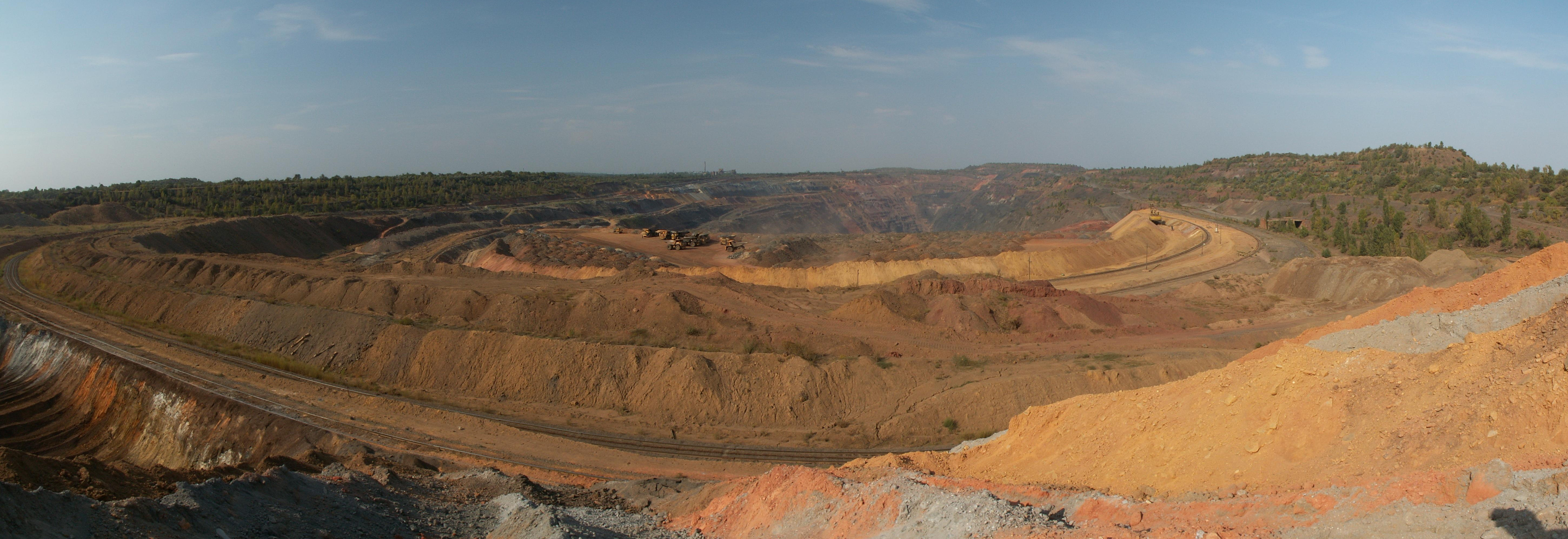
Рудник возле города Кривой Рог

Рудни́к (от слова руда) — горнопромышленное предприятие по добыче полезных ископаемых (преимущественно руды) подземным или открытым способом.
В сложном слове геолог-ру́дник ударение делают на первом слоге. В горном деле, бревенчатый сруб в руднике для защиты рабочих во время взрывов и работ порохом — Бойни́ца.

## История
До XX века рудниками называли также угольные шахты.
Рудник может объединять несколько смежных шахт или разрезов с общим комплексом сооружений (на поверхности) и вспомогательных цехов. В зависимости от добываемых полезных ископаемых дифференцируют металлические, соляные и другие рудники.
Самым старым рудником в мире считается Нгвеня в Эсватини.

## Типы добычи
В зависимости от способа добычи различают:
- подземный рудник (шахта, шурф);
- открытый рудник, рудник открытых работ[3], карьер и другие.

### Виды рудников
В зависимости от вида добываемого полезного ископаемого выделяют:
- железный рудник — добыча железной руды;
- медный рудник — добыча медной руды;
- урановый рудник — добыча урановой руды[4];
- бокситовый рудник — добыча бокситов;
- соляной рудник — добыча солей[5].